# YAPPARIP
『YAPPARIP』（ヤッパリップ）は、RIP SLYMEのインディーズ時代の曲を集めたベストアルバム。2003年10月10日発売。

## 概要
RIP SLYMEとしては初のベストアルバム。ただし、メジャーデビュー後の楽曲は一切収録されておらず、収録曲はインディーズ時代の曲（1995年-2000年）のみとなっている。
シングル「白日／真昼に見た夢」「UNDERLINE No.5」・ミニアルバム『Lip's Rhyme』・アルバム『talkin' cheap』から計16曲（初回限定盤のみDISK:2に7曲収録で計23曲）収録されている。
DJ JIN、Mummy-D（Rhymester）、DJ TONK、Chari Chari（井上薫）等がリミックスに、MELLOW YELLOWが楽曲に参加している。
初回限定盤のみ、更に7曲を収録したCDを加えてCD2枚組・特殊ブリキ缶パッケージに加え、メンバー5人のイラストの横顔は共通で、“「R」のバックプリントに赤い背景”、”「I」のバックプリントに黄色の背景”、“「P」のバックプリントに青色の背景”の3種類が用意されている。

### 種類分け
本作では、DISK1に収録の楽曲をそれぞれ「はじまリップ」「のりのリップ」「がんばリップ」「とんがリップ」「しっとリップ」「おかわリップ」の6種類に分けてある。
| 種類名       | 曲一覧                                                                       | 概要                                                                 |
| ------------ | ---------------------------------------------------------------------------- | -------------------------------------------------------------------- |
| はじまリップ | 1：R･I･P Slyme                                                               | 1曲目のR･I･P Slymeのみ。YAPPARIPのアルバムの始まりを示す             |
| のりのリップ | 2：Cheap Talk 3：Tones 4：About 5：SURE SHOT / MELLOW YELLOW feat. RIP Slyme | 2～5曲目を指す。どれもビートに合わせライミングを披露する             |
| がんばリップ | 6：Nai 7：Fade Away 8：Searchin' 9：真昼に見た夢                             | 6～9曲目を指す。                                                     |
| とんがリップ | 10：Fence 11：Space Breakers 12：Underline No.5 13：風に吹かれて             | 10～13曲を指す。                                                     |
| しっとリップ | 14：白日 15：At The Lounge                                                   | 14･15曲目を指す。2曲ともしっとりとした流れ・トラックで曲が展開される |
| おかわリップ | 16：Rewind                                                                   | 最後の16曲目を指す。                                                 |

## 収録曲
1. R・I・P Slyme
（作詞：RYO-G, ILLMARI, PES　作曲：PES）Lip's Rhyme - 1曲目
2. Cheap Talk
（作詞：RYO-Z, ILMARI, PES　作曲：PES）talkin' cheap - 1曲目
3. Tones
（作詞：RYO-Z, ILMARI, PES　作曲：YOGGY）talkin' cheap - 11曲目
4. About
（作詞：RYO-G, ILLMARI, PES　作曲：Mummy-D）Lip's Rhyme - 3曲目
5. SURE SHOT / MELLOW YELLOW feat. RIP Slyme
（作詞：RYO-G, ILLMARI, PES, KOHEI JAPAN, KIN, TAMA　作曲：YOGGY）MELLOW YELLOW/MELLOW YELLOW BABY - 11曲目（初レコーディング音源）
6. Nai
（作詞：RYO-G, ILLMARI, PES　作曲：PES）Lip's Rhyme - 4曲目
7. Fade Away
（作詞：RYO-Z, ILMARI, PES　作曲：PES）talkin' cheap - 4曲目
8. Searchin' 
（作詞：PES, SU　作曲：ROCK TEE）talkin' cheap - 6曲目
9. 真昼に見た夢
（作詞：ILMARI, PES　作曲：PES）白日/真昼に見た夢 - 2曲目
10. Fence
（作詞：RYO-G, ILLMARI, PES　作曲：PES）Lip's Rhyme - 2曲目
11. Space Breakers
（作詞：RYO-Z, ILMARI, PES and SU　作曲：DJ FUMIYA）UNDERLINE NO.5 - 3曲目
12. Underline No.5
（作詞：RYO-Z, ILMARI, PES and SU　作曲：DJ FUMIYA）UNDERLINE NO.5 - 1曲目
13. 風に吹かれて
（作詞：RYO-Z, ILMARI, PES　作曲：PES）talkin' cheap - 8曲目
14. 白日
（作詞：RYO-Z, ILMARI, PES　作曲：PES）白日/真昼に見た夢 - 1曲目
15. At The Lounge
（作詞：RYO-Z, ILMARI, PES　作曲：DJ FUMIYA）talkin' cheap - 12曲目
16. Rewind
（作詞：RYO-G, ILLMARI, PES　作曲：YOGGY）Lip's Rhyme - 5曲目

### DISK:2（初回限定盤のみ収録）
1. 白日 - ALBUM VERSION -
（作詞：RYO-Z, ILMARI, PES　作曲：PES）talkin' cheap - 3曲目
2. Zeek
（作詞：RYO-Z　作曲：DJ FUMIYA）talkin' cheap - 5曲目
3. SPACE BREAKERS - DJ JIN (RHYMESTER) remix -
（作詞：RYO-Z,ILMARI,PES and SU　作曲：DJ JIN）UNDERLINE NO.5 - 4曲目
4. サヨナラを言わせないで
（作詞：RYO-Z　作曲：DJ FUMIYA）talkin' cheap - 7曲目
5. 真昼に見た夢 - MUMMY-D (RHYMESTER) remix -
（作詞：ILMARI,PES　作曲：Mummy-D(Mr.Drunk)）talkin' cheap - 14曲目
6. 白日 - DJ TONK remix -
（作詞：RYO-Z,ILMARI,PES　作曲：DJ TONK）白日/真昼に見た夢 - B面
7. UNDERLINE No.5 (Brazilian Breakers)
（作詞：RYO-Z,ILMARI,PES and SU　作曲：Chari Chari）UNDERLINE NO.5 - 3曲目